# Torneo de Bucarest 2015
El BRD Năstase Țiriac Trophy 2015 es un torneo de tenis jugado en tierra batida al aire libre y se celebrara en Bucarest, Rumania, del 20 al 26 de abril de 2015. Es la 23.ª edición del BRD Nastase Tiriac Trophy, y es parte del ATP World Tour 250 series del 2015.

## Cabeza de serie

### Individual
| Tenista                | Ranking | Preclasificada |
| Gilles Simon           | 13      | 1              |
| Gaël Monfils           | 18      | 2              |
| Ivo Karlović           | 22      | 3              |
| Lukáš Rosol            | 31      | 4              |
| Guillermo García-López | 33      | 5              |
| Viktor Troicki         | 37      | 6              |
| Sam Querrey            | 41      | 7              |
| Jiří Veselý            | 46      | 8              |

- Ranking del 13 de abril de 2015

### Dobles
| Tenista                       | Ranking | Preclasificado |
| Jean-Julien Rojer Horia Tecău | 22      | 1              |
| Rohan Bopanna Florin Mergea   | 42      | 2              |
| Raven Klaasen Lukáš Rosol     | 76      | 3              |
| Treat Huey Scott Lipsky       | 95      | 4              |

## Campeones

### Individual
Guillermo García-López venció a  Jiří Veselý por 7-6(5), 7-6(11)

### Dobles
Marius Copil /  Adrian Ungur vencieron a  Nicholas Monroe /  Artem Sitak por 3-6, 7-5, [17-15]